# Клеменс Маркам
Сер Клеменс Маркам (енгл. Sir Clements Markham; 20. јул 1830. године — 30. јануар 1916. године) био је енглески географ, истраживач и писац. Био је секретар Краљевског географског друштва између 1863. и 1888. године, а касније је служио као председник Друштва наредних 12 година. У каснијем добу он је био највише одговоран за организовање Националне антарктичне експедиције од 1901—04. године, и за покретање поларне каријера Роберта Фалкона Скота.
Маркам је започео своју каријеру као кадет Краљевске морнарице и питомац војно-поморске академије, током ког времена је отишао на Арктик са НМС Асистенс у једној од многих потрага за изгубљеном експедицијом Сера Џона Френклина. Касније, Маркам је служио као географ у канцеларији Индија, и био је одговоран за прикупљање биљака синчоа са њихових природних станишта - шума Перуа и њихово пресађивање у Индију. Помоћу тога индијска влада је добила домаћи извор за добијање кинина. Маркам је такође служио као географ у Сер Роберт Напјеровој ејбисинијској експедиционој посади, и био је присутан 1868. године у време пада Магдале.
Најважнији резултат Маркамовог председавања КГД-ом на крају 19. века огледало се у обнови британских интереса у истраживању Антарктика након периода од 50 година. Имао је чврсте и јасне идеје о томе како Национална антарктичка експедиција треба да буде организована, и залагао се да осигура да се она спроводи првенствено као морнарички подухвати то под командом капетана Скота. Да би то омогућио, упео је да савлада отпоре и противљење већег дела научне заједнице. У годинама које су пратиле експедицију, наставио је да подржава Скотову каријеру, у мери у којој је потцењивао постигнућа других свеобухватних истраживача.
Цео свој живот, Маркам је био путник и путописац, његова дела била су историје, путни налози и биографије. Био је аутор многих папира и извештаја за КГД, урадио је доста уређивачког и преводилачког посла за Хаклујт друштво, чији је председник такође постао. Додељене су му јавне и академске почасти, и признато је да је оставио велики утицај на дисциплину географије, иако се данас сматра да је велики део његовог рада био заснован више на ентузијазму него на научном истраживању. Од географских целина, његово име носи антарктичка планина Маркам, коју је Скот назвао по њему 1902. године.

## Детињство
Маркам је рођен 20. јула 1830. године у Стинглфлиту, у Јоркширу. Он је био други син велечасног Дејвида Маркама који је био парох Стинглфлита. Чланови породице су били потомци Ро Хона и пресвештеног др Вилијама Маркама, некадашњег архиепископа Јорка и краљевског учитеља; ова повезаност са црквом довела је до постављања Дејвида Маркама, 1827. године за почасног епископа Виндзора. Маркамова мајка, Керолин, рођ. Милнер, била је кћерка Сера Вилијама Милнера из Јоркшира.
Године 1838, велечасни Дејвид Канон Маркам (како се тад звао) постављен је за ректора Великог Хоркеслија, близу Колчестера, у Есексу. Годину дана касније, Маркам је започео школовање, прво у Чиму, а касније и у вестиминстерској школи. Наводно је био способан ученик, посебно заинтересован за геологију и астрономију и од раног доба био је писао путописе и посвећивао им велики део слободног времена. У Вестминстеру, за којег је говорио да је „дивно и очаравајуће место“, посебно се заинтересовао за чамце, често кормиларивши у тркама на Темзи.

## Краљевска морнарица

### Морнарички кадет
У мају 1844. године, Маркама је представила његова тетка, грофица Менсфилда, контраадмиралу, Серу Џорџу Симору, лорду адмиралства. Дечак је оставио добар утисак на адмирала, и сусрет је довео до тога да му буде понуђено кадетство у Краљевској морнарици. Према томе, 28. јуна 1844. године, Маркам је путовао у Портсмут и придружио се Симоровом адмиралском броду ХМС Колингсвуд неколико дана касније. Колингсвуд је био припреман за опсежан пут у Тихи океан где је Симор требало да преузме команду над Пацифичком станицом. Ово путовање трајало је скоро четири године. Маркамове друштвене везе довеле су до тога да води знатно лагоднији живот, наводи се да је често позиван да вечера са адмиралом, чије су жена и кћерке биле у иностранству. Брод је стигао у чилеанску луку Випарацијо, седиште Пацифичке станице 15. децембра након крстарења које је обухватало посете Рију де Женеиру и Фолкландским острвима, и олујни пролаз у Јужном океану.
Након неколико недеља одмора, Колингсвуд је запловио поново, овог пута за Калао, главну луку перувске обале, пружајући Маркаму прво искуство о земљи која ће битно утицати на његову каснију каријеру. Током наредне две године, Колингсвуд је крстарио Тихим океаном, и посетио острва Сендвич (Хаваји), Мексико и Тахити, где је Маркам покушао да помогне националистичким побуњеницима против њиховох француског гувернера. Први пут је искусио укус морнаричке дисциплине када је кажњен због непослушности према морнаричком инструктору; био је принуђен да стоји на палуби од осам ујутру до заласка сунца. Дана 25. јуна 1846, Маркам је прошао пријемни за питомца војно–поморске академије као трећи од десет кандидата. Дуги периоди проведени у чилеанским и перувским лукама такође су му омогућила да научи шпански.
Пред крај пута, Маркамове амбиције више нису биле усмерене ка конвенционалној војно–поморској каријери. Више од свега, сада је желео да буде истраживач и географ, што је имао на уму током повратка кући. Приликом доласка у Портсмут, јула 1848. године, обавестио је оца о својој жељи да напусти морнарицу, али га је отац наговорио да остане. Након кратког периода служења на Медитерану, Маркам је провео више месеци без посебних задужења док је био смештен у Спитхеду и код увале Корк, што је даље смањило његово интересовање за морнаричку службу. У сваком случају, почетком 1850. године, сазнао је да је посада четири брода је спремна да изврши ново истраживање за изгубљеном Арктичком експедицијом Сера Џона Френклина. Маркам је користио утицај своје породице да осигура место у овом истраживачком подухвату и 1. априла 1850. године добија обавештење о постављењу у ХМС Асистенс, један од главних бродова.

### Прво арктичко путовање 1850—51
Сер Џон Френклин је напустио Енглеску маја 1845. године са два брода, ХМС Ирбас и ХМС Терор, у потрази за севернозападним пролазом. Експедицију су последњи пут видели ловци на ајкуле дана 29. јула у северним водама Бафиновог залива — тада су, заустављени леденим брегом, чекали прилику да наставе западно.
Потрага за несталим бродовима почела је два дана касније. Потрагом за посадом којој се Маркам придружио, командовао је капетан Хорејшио Остин у ХМС Ресдјут. Маркамовим бродом Асистенс командовао је Ерасмус Омани. Маркам, као најмлађи члан експедиције и њен једини кадет, имао је ограничену улогу, али пажљиво је забележио сваки детаљ активности експедиције у свом дневнику. Бродови су отпловили четвртог маја 1850. године.
Након што су заобишли најјужнију тачку Гренланда 28. маја, посада је наставила северно пре него што их је лед зауставио код залива Мелвил 25. јуна. Били су тамо до 18. августа, када су коначно могли да наставе западно у Ланкастер Саунд, познату руту којом је ишао Френклин. Овде су се бродови раздвојили у потрази за траговима експедиције нестале 23. августа Омамни је приметио хумку, и нашао товар који је био у близини, на којем је писало „Голднер“ — име Френклиновог добављача конзервисаног меса.
Заједно са другим необичностима и остацима напуштене опреме, ови фрагменти били су први трагови који би указивали на Френклиново присуство које је ико пронашао. Неколико дана касније, на острву Бичи, случајно су наишли на чланове Френклинове посаде који су умрли између јануара и априла 1846. године.
Потраге су настављене док бродови нису скупљени због дуге арктичке зиме. Велики рад током последњег месеца био је детаљна припрема за пролећну сезону санкања. Одржавани су часови за посаду, различита позоришна извођења, у којима је Маркам успео да покрене „свој велики историјски таленат“. Много је читао, углавном арктичку историју и класичну литературу, а размишљао је о могућој поновној посети Перуу, земљи у којој је био у заробљеништву током колингвудског пута. Када је дошло пролеће, серије експедиција покренуте су да би се дошло до нових сазнања о несталим посадама. Маркам је играо пуну улогу у овим активностима. које нису довеле до даљих доказа о Френклину, али су довеле до креирања мапа хиљада километара претходно неевидентиране обале. Експедиција се вратила у Енглеску раног октобра 1851. године.
Одмах по свом повратку у Енглеску, Маркам је обавестио оца да је, изгледа, његово незадовољство било у ригорозности смртне казне која је стално примењивана за шта су по његовом мишљењу били тривијални преступи. Био је у неприлици током свог служења у Колингвуду због тога што је покушао да спречи шибање члана посаде. Такође је био разочаран нерадом који је заузео дуге периоде његове службе. Уз одређено жаљење, старији Маркам пристао је на синовљев захтев, и, након што је одрадио и положио стрељачки део испитивања за ранг поручника, Маркам је напустио службу крајем 1851. године.